# Conseil présidentiel de transition
Pour les articles homonymes, voir Conseil présidentiel.
Le Conseil présidentiel de transition est l'institution collégiale chargée du pouvoir exécutif en Haïti. Il est formé le 12 avril 2024, un mois après la démission du Premier ministre Ariel Henry, dont le gouvernement assure l'intérim de la présidence de la République après l'assassinat de Jovenel Moïse en 2021.

## Contexte

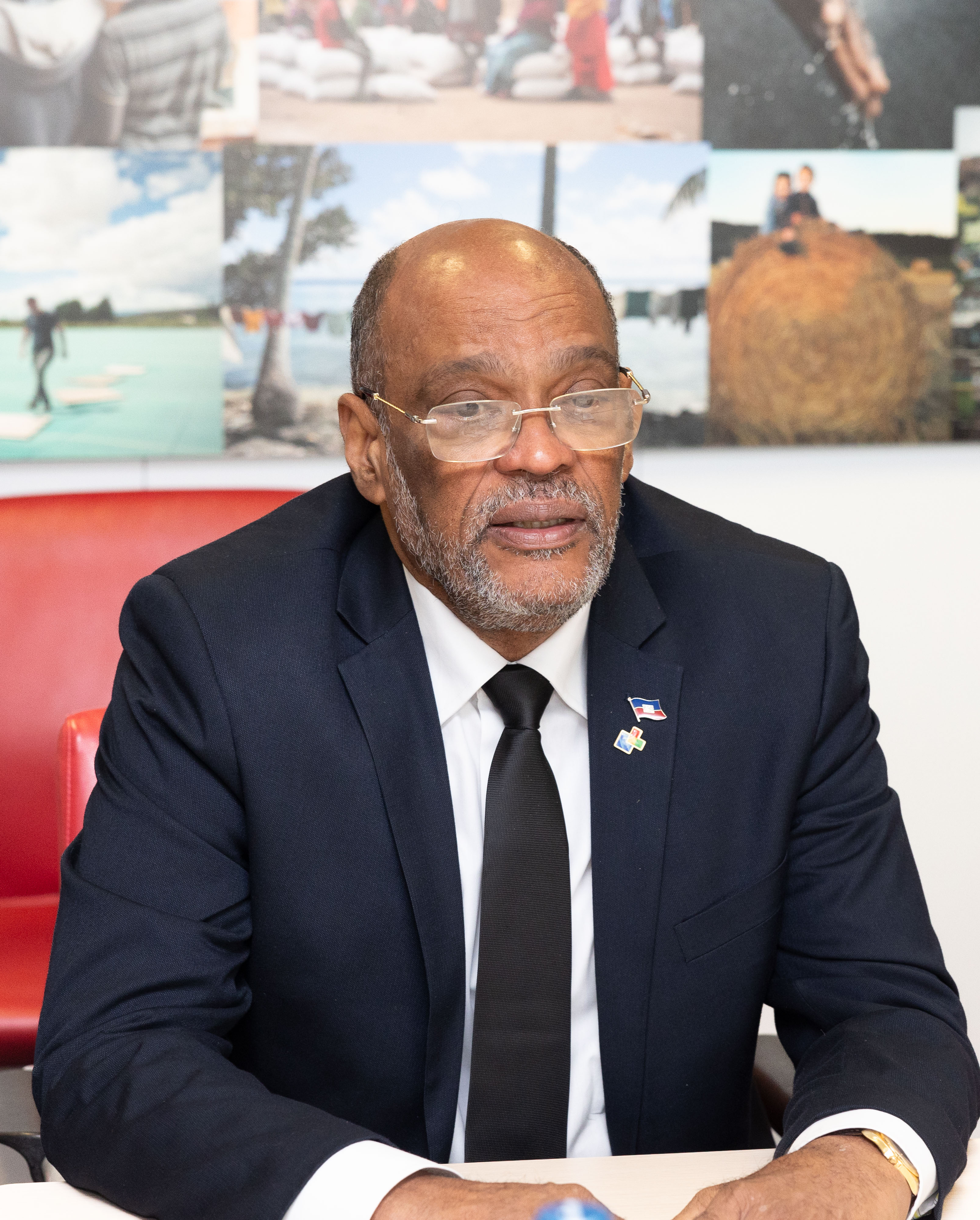
Le Premier ministre Ariel Henry en 2023.

Lors de la crise haïtienne en cours, Ariel Henry, au pouvoir depuis l'assassinat de Jovenel Moïse en 2021, se maintient au-delà de la fin de son mandat le 7 février 2024, ce qui provoque des manifestations massives. Le 29 février, il annonce des élections d'ici le 31 août 2025.
En mars 2024, la violence des gangs s'est propagée à Port-au-Prince dans le but de provoquer la démission d'Ariel Henry, entraînant la prise d'assaut de deux prisons et la libération de milliers de prisonniers. Ces attaques et les attaques ultérieures contre diverses institutions gouvernementales ont conduit le gouvernement haïtien à déclarer l'état d'urgence et à imposer un couvre-feu. Le 3 mars, 3500 détenus s’évadent de prison. Le gouvernement annonce l’état d’urgence et un couvre-feu décrétés.
Après un voyage officiel au Kenya, Ariel Henry est bloqué à Porto Rico, à la suite de menaces des gangs qui annulent les vols vers Haïti et car de nombreux pays lui demandent de démissionner,. Il tente ainsi sans succès de rentrer via les États-Unis, la République dominicaine puis la Jamaïque. En parallèle, le siège de la présidence et différents bâtiments étatiques ont été attaqués par des gangs, attaques repoussées par les forces armées. Les infrastructures portuaires et aéroportuaires ainsi que les écoles, les hôpitaux et les institutions publiques sont fermées. Le 10 mars 2024, l'armée américaine évacue par avion le personnel non essentiel de l'ambassade américaine en Haïti à Port-au-Prince, dans un contexte d'escalade de la violence dans le pays.
Alors qu'il a exclu dans un premier temps de quitter le pouvoir, alors que l'opposant Moïse Jean-Charles propose la mise en place d'un Conseil présidentiel après l'appui d'autres partis,, il démissionne ensuite le 11 mars 2024. La décision a été prise lors d'une réunion de la Communauté caribéenne au cours de laquelle les signataires de l'accord de Montana, En avant, le Collectif des signataires de la déclaration du 30 janvier 2023, ont soumis des propositions en vue d'organiser une transition. Les États-Unis ont proposé le remplacement d'Ariel Henry par un Conseil présidentiel, de même que l'accord de Montana, alors qu'Ariel Henry s'opposait à l'idée.

## Formation

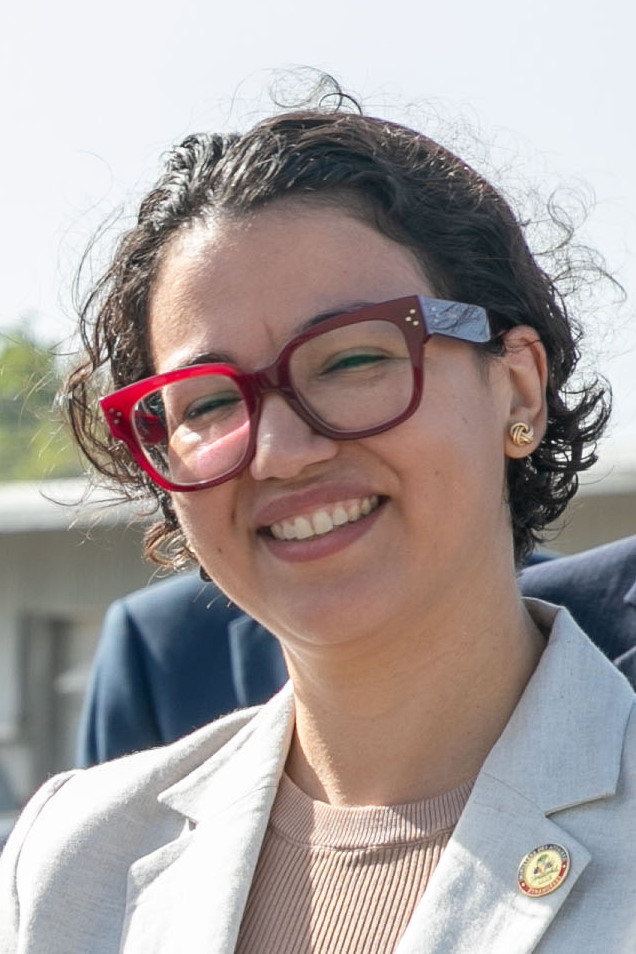
Dominique Dupuy

Ariel Henry est remplacé par un Conseil présidentiel de sept à neuf membres (dont certains seront des observateurs), avec une gouvernance collégiale et un nouveau chef de gouvernement supervisé par le Conseil. Les membres seront choisis par des partis politiques, la coalition Montana, et le secteur privé. Il s'agit du huitième collège présidentiel depuis l'indépendance du pays.
Les forces politiques ont initialement jusqu'au 13 mars 2024 pour finaliser la composition du CPT.
La coalition de l'ancien Premier ministre par intérim Claude Joseph, du Rassemblement des démocrates nationaux progressistes (RDNP), d'Haïti en action (AAA), de l'Alliance démocratique, choisit Marie Ghislaine Mompremier, remplacée le 20 mars par Dominique Dupuy ; cette dernière, victime de menaces, est elle-même remplacée le 25 mars par Smith Augustin.
Deux observateurs sans voix délibérative sont désignés le 19 mars. Le Rassemblement pour une Entente nationale et souveraine (REN) et Inter-Foi nomment René Jean-Jumeau , remplacé le 26 mars par Régine Abraham. Le groupe de la Société civile désigne Pierre Jean Raymond André, remplacé le 21 mars par le pasteur Frinel Joseph.
Jean-Charles Moïse, qui réclame trois sièges et s'oppose dans un premier temps au processus, choisit finalement Emmanuel Vertilaire le 20 mars.
Un accord politique est signé le 7 avril pour permettre l'entrée en fonction du Conseil présidentiel et prévoit une transition de 22 mois jusqu'au 7 février 2026. Il est publié au journal officiel Le Moniteur le 12 avril.
Le décret, qui prend initialement acte de la non-expédition des affaires courantes par Ariel Henry, est modifié par le Conseil des ministres sur ce point et sur les conditions d'éligibilité des membres,. Par ailleurs, le décret ne cite pas les noms du Conseil présidentiel de transition, alors que le ministère de la Communication appelle les membres désignés à envoyer les pièces demandées en vue de leur entrée en fonction s'ils répondent aux conditions d'éligibilité. Devant la possibilité pour le Conseil des ministres de modifier la composition du Conseil présidentiel de transition, celui-ci l'appelle le 14 avril à publier l'accord politique, le décret initial ainsi que les noms de ses membres,.
Le 15 avril, l'arrêté portant nomination des membres du Conseil présidentiel de transition et daté du 12 avril est rendu public par le directeur des Presses nationales. Cependant, le gouvernement, tout en confirmant son authenticité, affirme que sa publication n'a pas été autorisée. Un nouvel arrêté rectificatif est publié le 16 avril,.
Le 24 avril, Ariel Henry démissionne. Michel Patrick Boisvert assure l'intérim. Le 25 avril, le Conseil présidentiel de transition est assermenté au Palais national.
Les membres doivent ensuite choisir le président du Conseil présidentiel et le Premier ministre. Bien qu'il ne soit pas le chef de l'État, la direction de l'État étant collégiale, le président du Conseil présidentiel est le membre le plus important du Conseil et a un rôle de coordination. Le 30 avril, Edgard Leblanc Fils est désigné président du Conseil présidentiel et Fritz Belizaire est désigné Premier ministre de transition.
Ainsi, Edgard Leblanc Fils est devenu président du Conseil présidentiel sans qu'une élection n'ait lieu, sa nomination a à la place été approuvée par quatre membres sur les sept votants, qui forment ainsi un pôle majoritaire. Celui-ci se compose de Smith Augustin, Emmanuel Vertilaire, Louis Gérald Gilles et Edgard Leblanc Fils. Le pôle minoritaire, composé de Leslie Voltaire, Fritz Jean et Laurent St-Cyr, reconnaît la validité de la désignation de Leblanc Fils mais s'oppose au choix du Premier ministre,. Par ailleurs, Fanmi Lavalas menace de se retirer du Conseil présidentiel.
Le 8 mai, les membres du Conseil présidentiel se mettent d'accord sur le principe d'une présidence tournante tous les trois à cinq mois,. Edgard Leblanc Fils sera ainsi remplacé successivement par Fritz Jean, Leslie Voltaire, puis Louis Gerald Gilles. Par ailleurs, les décisions sont désormais prises à la majorité qualifiée de cinq sur sept. Le 9 mai, Fritz Jean cède son tour à Smith Augustin, qui a proposé de passer à cinq présidences successives pour qu'il puisse lui-même assume le rôle. Ces décisions sont formalisées le 10 mai par une résolution prise à l'unanimité,,.

## Travaux
|                      | Garry Conille          | SE                   | 6 | 100    |  |  |
|                      | Alix Didier Fils-Aimé  | Vérité               | 0 | 0      |  |  |
|                      | Fritz Bélizaire        | SE                   | 0 | 0      |  |  |
|                      | Jean-Rodolphe Joazile  | SE                   | 0 | 0      |  |  |
|                      | Paul Antoine Bien-Aimé | SE                   | 0 | 0      |  |  |
|                      |                        |                      |   |        |  |  |
| Suffrages exprimés   | Suffrages exprimés     | Suffrages exprimés   | 6 | 100,00 |  |  |
| Votes blancs et nuls | Votes blancs et nuls   | Votes blancs et nuls | 0 | 0,00   |  |  |
| Total                | Total                  | Total                | 7 | 100    |  |  |

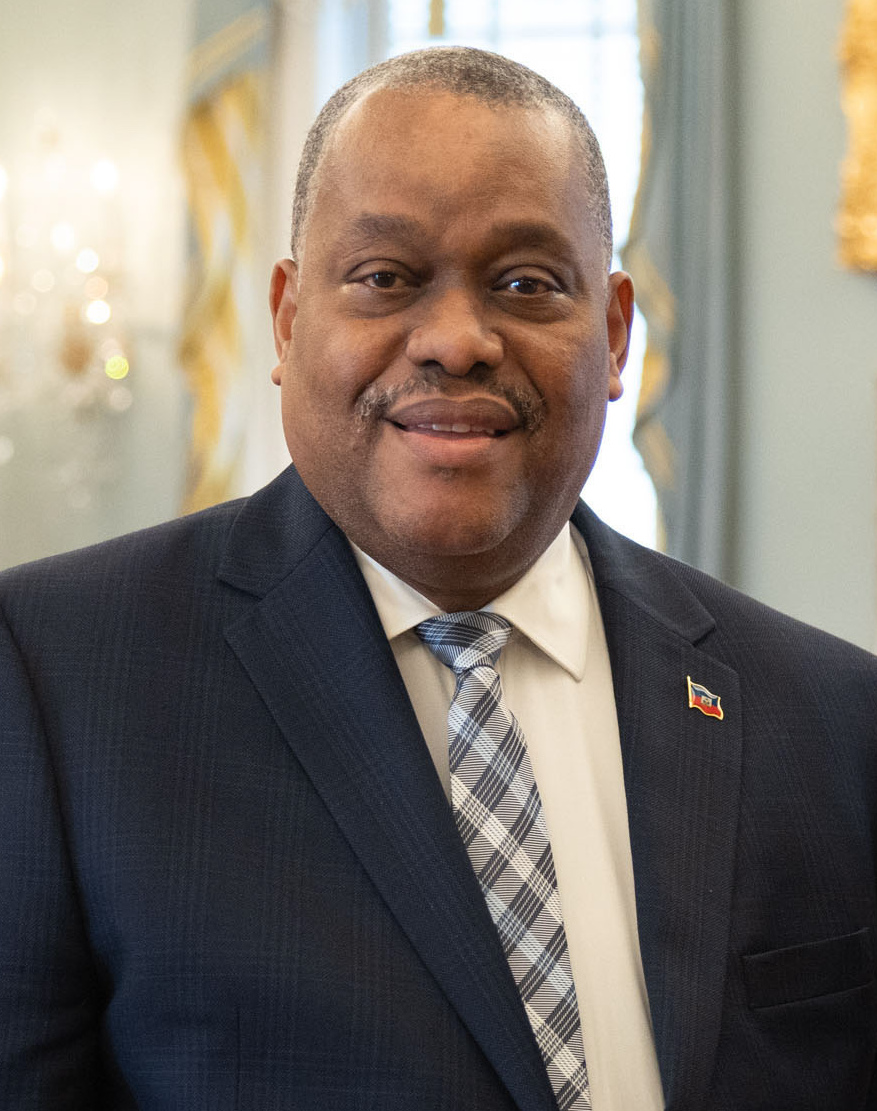
Garry Conille

Le 17 mai, dans le cadre d'un appel à candidatures du 13 au 17 mai, le Conseil présidentiel de transition annonce avoir reçu plus de 80 candidatures au poste de Premier ministre. Parmi les candidats, l'ancien Premier ministre Garry Conille, Fritz Bélizaire, l'ancien ministre de l'Intérieur Paul Antoine Bien-Aimé, les anciens ministres de la Justice Michel Brunache et Lucmane Délile, ainsi que Jean Hector Anacacis, Gérald Germain, Inel Torchon, ainsi qu'Alix Didier Fils-Aimé, et Jean-Rodolphe Joazile. Le 29 mai 2024, Conille est élu Premier ministre par le Conseil présidentiel de transition avec six voix favorables, et prend ses fonctions le 3 juin.
En juin 2024, le Conseil présidentiel relance le processus de révision de la Constitution. La tenue d'une conférence nationale est prévue. Les membres du comité de pilotage sont nommés en août 2024.
Le 19 septembre 2024, le Conseil présidentiel nomme un nouveau Conseil électoral provoisoire.
Le 2 octobre, l'Office de lutte contre la corruption recommande l'inculpation de Gilles, Vertillaire et Augustin de corruption. Alors que Claude Joseph appelle à la démission d'Augustin, le groupement de Gilles se met d'accord pour le remplacer. Le 7 octobre, une nouvelle résolution du Conseil présidentiel de transition met en place une nouvelle rotation, sans toutefois remplacer les membres accusés. Leblanc Fils sera remplacé par Leslie Voltaire, puis Fritz Jean et enfin Laurent Saint-Cyr.
Le 10 novembre 2024, Conille est limogé par le Conseil présidentiel, et remplacé par Alix Didier Fils-Aimé.
Son passage à la tête du gouvernement se caractérise par des conflits avec le Conseil présidentiel de transition, et ses tentatives de s'affranchir de celui-ci. Une médiation de l'Organisation des États américains a échoué entre les deux parties. Par ailleurs, il refuse de remanier le gouvernement, puis tente de démettre Gérald Gilles, Emmanuel Vertilaire et Smith Augustin, trois membres du Conseil accusés de corruption. L'opinion publique critique ainsi son limogeage, et pas celui de ces trois membres. Le juriste et ancien ministre de la Justice Bernard Gousse considère le limogeage comme inconstitutionnel. En effet, le président de la République, dont l'intérim est assuré par le Conseil présidentiel de transition, ne peut pas limoger le Premier ministre. Enfin, l'accord ayant institué le CPT interdit à des membres inculpés par la justice de faire partie du Conseil et donc de participer au vote de la décision ayant conduit au limogeage de Conille.

## Composition
Le Conseil présidentiel de transition est donc ainsi composé :

### Présidents
| N° | Portrait            | Titulaire (Naissance-mort) | Mandat         | Mandat         | Mandat            | Parti politique | Parti politique |
| N° | Portrait            | Titulaire (Naissance-mort) | Début          | Fin            | Durée             | Parti politique | Parti politique |
| -- | ------------------- | -------------------------- | -------------- | -------------- | ----------------- | --------------- | --------------- |
| 1  | Edgard Leblanc Fils | Edgard Leblanc Fils (1955) | 30 avril 2024  | 7 octobre 2024 | 5 mois et 7 jours |                 | OPL             |
| 2  |                     | Leslie Voltaire (1949)     | 7 octobre 2024 | 7 mars 2025    | 5 mois            |                 | FL              |
| 3  |                     | Fritz Jean (1956)          | 7 mars 2025    | 7 août 2025    | 5 mois            |                 | Montana         |
| 4  |                     | Laurent Saint-Cyr          | 7 août 2025    | en fonction    | 3 jours           |                 | Indépendant     |

### Autres membres votants

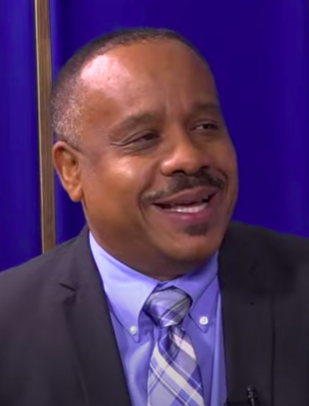
Louis Gérald Gilles

- Smith Augustin (Les Engagés pour le développement, Rassemblement des démocrates nationaux progressistes, Haïti en action, Alliance démocratique)
- Louis Gérald Gilles (coalition autour d'Ariel Henry : Secteur démocratique et populaire, la Fusion, Nouvelle orientation unifiée pour libérer Haïti[75]) ;
- Emmanuel Vertilaire (Platfòm Pitit Desalin).

### Observateurs
- Régine Abraham (Rassemblement pour une Entente nationale et souveraine, Inter-Foi) ;
- Frinel Joseph (groupe de la Société civile).